# Macrosemia fengi
Macrosemia fengi — вид цикад. Описаний у 2024 році. Ендемік Китаю. Поширений у провінціях Юньнань і Гуйчжоу на півдні країни.

## Етимологія
Назва виду присвячена панові Лей Фену (Вейфан, Китай), китайському любителю-ентомологу, який захоплювався цикадами та допомагав автору таксона.

## Опис
Macrosemia fengi легко відрізнити від інших членів роду за комбінацією таких ознак: переднеспинка майже повністю коричнева з парними чорнуватими підсерединними плямами біля навколишньої тріщини на переднеспинному диску (інші родичі, крім Macrosemia perakana, мають складніші позначки на переднеспинці, принаймні з чіткою парою чорнуватих підсередніх фасцій); переднє крило з вкрапленнями, присутніми лише на правій і правій поперечній жилках, але відсутні на верхівках поздовжніх жилок.